# Dallas Liu
Dallas Liu, född 21 augusti 2001 i Jakarta, är en amerikansk skådespelare.
Jones har bland annat medverkat i TV-serien Avatar: The Last Airbender. Han har även medverkat i filmerna The Slumber Party'och Shang-Chi and the Legend of the Ten Rings.

## Filmografi (i urval)
- 2021 – Shang-Chi and the Legend of the Ten Rings
- 2023 – The Slumber Party
- 2024 – Avatar: The Last Airbender (TV-serie)